# Sina Reiß
Sina Reiß (* 1. Oktober 1985 in Ost-Berlin) ist eine deutsche Film-, Fernseh- und Theaterschauspielerin.

## Leben
Sina Reiß zog es nach ihrem Schulabschluss nach München, um dort zunächst eine kaufmännische Ausbildung zu absolvieren. Zeitgleich nahm sie Gesangs-, Tanz- und Schauspielunterricht. Von 2008 bis 2012 studierte sie Schauspiel an der staatlichen Universität Mozarteum Salzburg. Während ihres Studiums stand sie im Rahmen der Salzburger Festspiele als Puck im Sommernachtstraum (Regie: Niklaus Helbling) auf der Bühne. Die Abschlussinszenierung Der Goldene Drache (Regie: Tina Lanik) erhielt beim 22. Bundeswettbewerb zur Förderung des Schauspielnachwuchses 2011 in Hamburg einen Ensemblepreis.
Nach ihrem Abschluss wurde sie als Gast am Münchner Volkstheater engagiert. Dort spielte sie in dem Stück Arabboy (Regie: Abdullah Kenan Karaca), das im Jahr 2013 als Beitrag des Münchner Volkstheaters bei dem Theaterfestival Radikal jung – Das Festival junger Regisseure an den Start ging. Im Anschluss folgte das erste Festengagement am Theater Regensburg. Sie spielte dort unter anderem die Titelrollen in Heidi sowie in Die Geschichte von Lena und war in den Bühnenfassungen von Rico, Oskar und die Tieferschatten und Tschick zu sehen. Des Weiteren arbeitete sie mit Regisseuren wie Sahar Armini (UA Mensch Maschine), Andrea Schwalbach (West Side Story) und Katrin Plötner (UA Pest).
Darüber hinaus wirkte sie während ihres Festengagements in verschiedenen Film- und Fernsehproduktionen mit. Mit ihrer durchgehenden Rolle als Kriminaltechnikerin Billie Curio in der erfolgreichen ZDF-Serie SOKO München, die sie von 2015 bis 2020 spielte, wurde sie vielen Zuschauern bekannt. Der Kurzfilm RE Z – Plötzlich ist was faul (Regie: Alexander Kleinrensing), in dem sie die weibliche Hauptrolle verkörperte, ging beim Jugendfilmfestival Flimmern und Rauschen (München 2015) als einer der Preisträger hervor. In der Münchner BR-Serie Servus Baby (Regie: Natalie Spinell) ist Reiß in der Rolle der Annabelle zu sehen.
Beim Nockherberg-Singspiel spielt Sina Reiß seit 2019 die Grünen-Politikerin Katharina Schulze. In der dritten Staffel der ARD-Serie Die Heiland – Wir sind Anwalt übernahm sie 2021 die Rolle der Assistentin Tilly Vogel an der Seite von Christina Athenstädt als blinde Anwältin Romy Heiland.

## Filmografie (Auswahl)
- 2012: Hubert und Staller (Fernsehserie, Folge Reif für die Anstalt)
- 2013: Eine alte Kindergartengeschichte (Kurzfilm)
- 2013: Um Himmels Willen (Fernsehserie, Folge Ärger auf Rezept)
- 2014: RE Z – Plötzlich ist was faul (Kurzfilm, Preisträger Jugendfilmfestival Flimmer und Rauschen 2015 München)
- 2014: Richard Strauss – Am Ende des Regenbogens (Dokumentation)
- 2015: Wir, Geiseln der SS (Doku-Spielfilm)
- 2015: Die Suche nach Hitlers Volk. Deutschlandreise ’45 (Doku-Mehrteiler)
- 2015–2020: SOKO München (Fernsehserie)
- 2015–2017: Frühling (Fernsehserie)
  - 2015: Hundertmal Frühling
  - 2015: Zeit für Frühling
  - 2016: Schritt ins Licht
  - 2016: Nichts gegen Papa
- 2015: Die Hebamme II (Fernsehfilm)
- 2016: Inga Lindström (Fernsehserie, Folge Zurück ins Morgen)
- 2016: Die Toten vom Bodensee – Die Braut (Fernsehserie)
- 2018: Servus Baby (Fortsetzung Miniserie, 2 Folgen)
- 2018–2020: Tonio & Julia (Fernsehreihe, als Brigitte Schmielau)
  - 2018: Kneifen gilt nicht
  - 2018: Zwei sind noch kein Paar
  - 2019: Schuldgefühle
  - 2019: Wenn einer geht
  - 2019: Ein neues Leben
  - 2019: Schulden und Sühne
  - 2020: Nesthocker
  - 2020: Der perfekte Mann
- 2018: On & Off (Kurzfilm, Beitrag der HFF-München zu den 52. Internationalen Hofer Filmtagen)
- 2019: In aller Freundschaft – Die jungen Ärzte (Fernsehserie, Folge Rollenmuster)
- 2019: Der Fall Collini
- 2020: Lassie – Eine abenteuerliche Reise
- 2020: Der Komödienstadel (Fernsehreihe, Folge Nix geht mehr)
- seit 2021: Die Heiland – Wir sind Anwalt
- 2022: Der Passfälscher
- 2022: Guglhupfgeschwader
- 2023: Daheim in den Bergen – Alte Pfade – Neue Wege (Fernsehreihe)
- 2023: Hubert ohne Staller (Fernsehserie, Folge Welpenschutz)
- 2023: Sechs auf einen Streich – Die verkaufte Prinzessin (Fernsehreihe)
- 2024: Daheim in den Bergen – Wunsch und Wirklichkeit (Fernsehreihe)
- 2024: Daheim in den Bergen – Schulter an Schulter (Fernsehreihe)
- 2024: Turmschatten (Fernsehserie)